# 여창
"여창"은 1971년 공개된 대한민국의 영화이다.

## 배역
- 최무룡
- 윤정희

## 수상
- 1972년 제9회 청룡영화상
  - 각본상 - 나한봉, 나연숙
  - 촬영상 - 서정민